# Баниски Лом
Ба̀ниски Лом е река в Северна България, област Велико Търново – община Стражица и Област Русе – общини Бяла и Две могили, ляв приток на река Черни Лом, от басейна на Русенски Лом. Дължината ѝ е 56,7 km, която ѝ отрежда 71-во място сред реките на България.
Река Баниски Лом води началото си от извор-чешма (на 312 m н.в.) в Драгановските височини, разположена в югозападната част на село Сушица, община Стражица. До село Копривец, община Бяла реката протича в широка долина, най-напред на изток, а след село Горски Сеновец на север-североизток. След устието на най-големия си приток река Каяджик (десен) навлиза в широка, но дълбока каньоновидна долина и се влива отлява в река Черни Лом на 97 m н.в. при село Широково, община Две могили.
Площта на водосборния басейн на Баниски Лом е 580,6 km2, което представлява 45,5% от водосборния басейн на река Черни Лом. Има два основни притока, вливащи се нея отдясно – Каяджик и Канара Лом.
Подхранването на Баниски Лом е предимно дъждовно-снежно, с ясно изразен пролетен (март-юни) максимум и лятно-есенен (юли-октомври) минимум на водните количества. Средният годишен отток в устието е 1,58 m3/s.
По течението на реката са разположени 8 села:
- Област Велико Търново

- Община Стражица – Сушица, Горски Сеновец, Лозен;

- Област Русе

- Община Бяла – Дряновец, Копривец;
- Община Две могили – Баниска, Чилнов, Широково.

Водите на реката се използват основно за напояване – язовир „Баниска“ и множество микроязовири във водосборния ѝ басейн.

## Топографска карта
- Лист от карта K-35-28. Мащаб: 1 : 100 000.
- Лист от карта K-35-16. Мащаб: 1 : 100 000.